# Clarence Walker (pugile)
Clarence Leonard Walker (Port Elizabeth, 13 dicembre 1898 – Roodepoort, 30 aprile 1957) è stato un pugile sudafricano.

## Palmarès

### Olimpiadi
- Oro a Anversa 1920 nei pesi gallo.